# Kolektor dolotowy
Kolektor dolotowy, kolektor wlotowy – element doprowadzający czynnik gazowy lub ciekły do maszyny lub urządzenia. 
Kolektor ma zwykle zadanie połączenia urządzeń pomocniczych (filtr, chłodnica, nagrzewnica) z silnikiem lub maszyną roboczą, a niekiedy również – między innymi – przyspieszenie czynnika (konfuzor), spowolnienie (dyfuzor), zawirowanie, zwiększenie lub zmniejszenie turbulencji, nadanie odpowiedniego kierunku dopływu.